# Organización Grupo Cultural Gente Joven
La Organización "Grupo Cultural Gente Joven" nació en la Parroquia de Milla del Municipio Libertador en el estado Mérida en el año 1978.
Es una institución cultural autónoma y sin fines de lucro que desarrolla actividades de formación teatral en el ámbito educativo desde niveles iniciales hasta universitarios dentro del estado Mérida. Su principal meta es la producción y realización anual del FESDT: Festival Estudiantil de Teatro; evento que reúne las experiencias teatrales de instituciones educativas de todo el estado. También realiza talleres de formación a nivel regional, estadal y nacional; charlas y circuitos de producciones itinerantes -de participantes y ganadores del FESDT, así como de compañías de teatro profesional y semi-profesional de Venezuela con los que se han desarrollado vínculos a través del tiempo-, también intercambios con otros festivales dentro y fuera del país, como por ejemplo Festival de Teatro de Autor FESTEA (Caracas), la Muestra Centro Occidental de Teatro (Portuguesa), el Festival Internacional de Teatro de Tovar, el Festival Estudiantil de Teatro de Bogotá y el Festival Iberoamericano de Teatro de Bogotá.

## Fundación
Fue fundada por el Profesor Manuel Briceño Cherubini, y constituida oficial y legalmente en 1978. Partiendo del interés de crear un institución que estimulara la formación del arte teatral en el entorno educativo, promoviendo la idea del Teatro como herramienta pedagógica en las escuelas.  

## Inicios
Desde sus inicios se propuso establecer vínculos con niños y jóvenes a través del lenguaje teatral. Incursionó en Radio Cumbre con la grabación de varios Radio-Teatros entre los que destacan: “La Virgen Coronela”, “Licencia para matar”, “Una verdadera Noche de Paz para el Mundo”, “Teresa de la Parra”, “El Prócer: Antonio Nicolás Briceño”, “El 19 de abril de 1810”, “El Ocaso de un Genio” y “El 5 de julio de 1811”, “La Rosa Roja con el Tallo Verde”, entre otros.

## Trayectoria
La Agrupación se ha preocupado por dictar Talleres y Charlas dirigidos a niños, jóvenes y docentes en diferentes comunidades, escuelas e instituciones educativas en los Estados, Trujillo, Barinas, Portuguesa y Mérida.
Entre los montajes realizados por el grupo Gente Joven destacan: “El Ocaso de un Sol”, “Miss Asteroide”, “Un Pelícano en la Eucaristía”, “La Gran Máquina” y “Cantaralia”.
Gente Joven es el Fundador y Organizador del Festival Estudiantil de Teatro del Estado Mérida, el cual ha cumplido 30 años de ediciones ininterrumpidas el pasado 2014; en donde año tras año se reúne un grupo importante de niños, jóvenes estudiantes y docentes, para mostrar su talento en la disciplina artística de teatro.

## Reconocimientos
- (Pendiente)

## El Festival Estudiantil de Teatro
El Festival Estudiantil de Teatro es un evento cultural que se celebra anualmente en la capital de la ciudad de Mérida, en Venezuela. Creado por la Organización Grupo Cultural Gente Joven.